# Microspermum nummulariifolium
Microspermum nummulariifolium là một loài thực vật có hoa trong họ Cúc. Loài này được Lag. mô tả khoa học đầu tiên.